# Кантоны департамента Воклюз
Департамент Воклюз региона Прованс — Альпы — Лазурный Берег включает 24 кантона в 3 округах. 

## Округ Апт
Округ Апт состоит из 6 кантонов:
- Апт
- Бонньё
- Кадене
- Кавайон
- Горд
- Пертюи

## Округ Авиньон
Округ Авиньон состоит из 10 кантонов:
- Авиньон-Эст
- Авиньон-Нор
- Авиньон-Уэст
- Авиньон-Сюд
- Бедаррид
- Боллен
- Л'Иль-сюр-ла-Сорг
- Оранж-Эст
- Оранж-Уэст
- Вальреа

## Округ Карпантра
Округ Карпантра состоит из 8 кантонов:
- Бом-де-Вениз
- Карпантра-Нор
- Карпантра-Сюд
- Малосен
- Мормуарон
- Перн-ле-Фонтен
- Со
- Везон-ла-Ромен